# ロイド・シャープレー
ロイド・ストウェル・シャープレー（Lloyd Stowell Shapley、1923年6月2日 - 2016年3月12日）は、アメリカ合衆国の経済学者、数学者。カリフォルニア大学ロスアンジェルス校(UCLA)名誉教授。UCLAでは数学部と経済学部の双方に所属している。数理経済学、とりわけゲーム理論への貢献で広く知られており、ゲーム理論の分野における権威と見なされている。
2012年に（アルヴィン・ロスとともに）ノーベル経済学賞を受賞。なお、姓についてはシャープリー、シャプリー、シャプレーと表記する場合もある。

## 経歴
- 1923年6月2日 シャープレーは、マサチューセッツ州ケンブリッジで生まれた（父親は高名な天文学者であるハーロー・シャープレーである）。
- ハーヴァード大学に入学する。
- 1943年～1945年　アメリカ陸軍航空隊の軍曹として中国の成都に赴く。
- 戦後はハーヴァード大学に戻る。
- 1948年　数学の学士号（A.B.）を取得してハーヴァード大学を卒業する。
- 1948年～1949年　1年間ランド研究所で働く。
- 1949年　プリンストン大学大学院に入学する。
- 1952年～1954年　プリンストン大学のFine Instructorを務める。
- 1953年　プリンストン大学からPh.Dを取得する（卒業論文'Additive and Nonadditive Set Functions'。卒業論文及び卒業後の研究テーマはエッジワースの交換を基にした市場の理論を協力ゲーム理論の枠組みで再定式化することであった）。
- 1954年～1981年　ランド研究所に勤める。
- 1955年 マリアン・ルドルフと結婚する（夫妻はピーターとクリストファーの2人の子供をもうけた）。
- 1981年以降、UCLAで教授を務めていた。
- 2012年　ノーベル経済学賞を受賞する。
- 2016年　死去。

## 業績

### 初期の研究
- シャープレーの初期の研究は、エッジワースのアイディアをゲーム理論により定式化するプログラムと密接に関連していた。この一連の研究の中で、シャープレーはシャープレー値を定式化し、協力ゲームの解の1つとしてのコアの概念を導入、精緻化する作業を行ってきた。
- また彼はコアが非空集合となる必要十分条件を求め、これはボンダレーヴァ＝シャープレー定理としても知られる。この条件においては、エッジワースの理論を定式化したマーケット・ゲームなどの凸ゲームのコアは必ず非空となることが示唆されている。
- さらに票に重み付けのある場合など投票に協力ゲームを適用し定式化する研究をマーティン・シュービックと共に行い、その際にそのゲームのシャープレー値が投票者の影響力、もしくはパワーを表すことを発見した。投票ゲームにおけるシャープレー値は彼自身と共同研究者であるシュービックの名を冠し、シャープレイ＝シュービック投票力指数と呼ばれる。
- 1980年代にはシャープレイ＝シュービック投票力指数を一般化し、権威の配分に関する研究も行なった。

### 確率ゲーム
- 非協力ゲーム、とりわけ動学ゲームの分野では確率過程ゲームを確立した。確率過程ゲームとは、繰り返しゲームが各ステージにおいて同じゲームを繰り返すのに対し、各ステージのゲームが状態変数により決定され各ステージの状態変数は前期の状態変数と前期の戦略にのみ依存し状態変数間の遷移が確率的なゲームである。従って各ステージで状態変数に依存してゲームが変化しうる。

### マッチング
- シャープレーのゲーム理論への貢献は、マッチングの分野にまで及んでいる。彼はデイヴィッド・ゲールと共に安定マッチングを導くためのゲール＝シャープレー・アルゴリズムを定式化した。このアルゴリズムは社会的な要請を解決するメカニズムとして様々な問題に応用されている。例えば学校選択制において学校を割り振るのにニューヨーク市やボストン市などの自治体で用いられている。また医師の臨床研修制度においても研修医と病院をマッチングするためにアメリカなどで用いられており、日本でも2004年から新しい臨床研修制度を導入する際にゲール＝シャープレー・アルゴリズムが取り入れられた。

### その他の研究
- その他にもゲーム理論の様々な分野に大きな貢献を残している。潜在的ゲームの概念を定式化し新たな分野を開拓したほか、オーマン＝シャープレー・プライシング、ハーサニ＝シャープレー解などはシャープレーの名にちなんでいる。
- またR・N・スノーやサミュエル・カーリンと取り組んだ行列ゲームに関する研究はこの分野をほぼ完成させ、効用理論の発展に役立った。さらに、効用の理論に関しても鋭い洞察を行っており、それを基礎に協力ゲームにおけるフォン・ノイマン＝モルゲンシュテルンの安定集合の存在問題に関する解決を提案した。その他協力ゲームに関してはカーネルや仁といった解概念に関しても研究を行なっている。
- ロバート・オーマンとの共同研究では、ノン・アトミック・ゲーム（プレイヤーを分割可能な主体とみなしたゲーム）や長期の競争に関して扱っている。

## 受賞及び栄誉
- アメリカ陸軍航空隊 ブロンズ・スター (1944年)
- プリンストン大学 プロクター・フェロー (1951年 - 1952年)
- 計量経済学会 フェロー (終身フェロー 1967年 - )
- アメリカ芸術科学アカデミー フェロー (1974年 - )
- 全米科学アカデミー会員 (1979年 - )
- ジョン・フォン・ノイマン理論賞 (1981年)
- ヘブライ大学名誉博士号 (1986年)
- Institute for Operation Research and the Management Sciences(INFORMS) フェロー (2002年 - )
- アメリカ経済学会 Distinguished Fellow (2007年)
- ノーベル経済学賞(2012年)

## 学会
- American Mathematical Society, 1954-
- Econometric Society, 1955-
- Mathematical Programming Society, 1978-
- Operations Research Society of America, 1981-

## 主要論文
- A Value for n-person Games 1953, In Contributions to the Theory of Games volume II, H.W. Kuhn and A.W. Tucker (eds.).

- Stochastic Games 1953, Proceedings of National Academy of Science Vol. 39, pp. 1095-1100.

- A Method for Evaluating the Distribution of Power in a Committee System 1954 (with Martin Shubik), American Political Science Review Vol. 48, pp.787-792.

- College Admissions and the Stability of Marriage 1962 (with David Gale), The American Mathematical Monthly Vol. 69, pp. 9-15.

- Simple Games : An Outline of the Descriptive Theory 1962, Behavioral Science Vol. 7, pp. 59-66.

- On Balanced Sets and Cores 1967, Naval Research Logistics Quarterly Vol. 14, pp. 453-460.

- On Market Games 1969 (with Martin Shubik), Journal of Economic Theory Vol. 1, pp. 9-25.

- Utility Comparison and the Theory of Games 1969, La Decision, pp. 251-263.

- Cores of Convex Games 1971 International Journal of Game Theory Vol. 1, pp. 11-26.

- The Assignment Game I: The Core 1971 (with Martin Shubik), International Journal of Game Theory Vol. 1, pp. 111-130.

- Values of Non-Atomic Games 1974 (with Robert Aumann), Princeton University Press.

- Mathematical Properties of the Banzhaf Power Index 1979 (with Pradeep Dubey), Mathematics of Operations Research Vol. 4, pp. 99-132.

- Long-Term Competition – A Game-Theoretic Analysis 1994 (with Robert Aumann), In Essays in Game Theory: In Honor of Michael Maschler Nimrod Megiddo (ed.), Springer-Verlag.

- Potential Games 1996 (with Dov Monderer), Games and Economic Behavior Vol. 14, pp. 124–143.

- On Authority Distributions in Organizations 2003 (with X.Hu), Games and Economic Behavior Vol. 45, pp. 132-152, 153-170.

## トリビア
- 1950年、シャープレーはメル・ハウズナー、ジョン・ナッシュ、マーティン・シュービックと共にソー・ロング・サッカーという名のボードゲームを開発した。